# Partit Maori
El Partit Maori (en maori: Tōrangapū Māori; en anglès: Māori Party) és un partit polític neozelandès amb representació parlamentària. El partit es preocupa amb els drets del poble maori principalment. Va ser fundat el juliol de 2004 per Tariana Turia —colíder juntament amb Pita Sharples— quan dimití del Partit Laborista. Sharples fou colíder fins al juliol de 2013.
El partit ha tingut escons a la Cambra de Representants des del 2004 tret de les eleccions de les Eeleccions generals neozelandeses de 2017, en què va resultar extraparlamentari.

## Presidents
|   | Nom                | Retrat | Mandat | Mandat  |
| - | ------------------ | ------ | ------ | ------- |
| 1 | Whatarangi Winiata |        | 2004   | 2009    |
| 2 | Pem Bird           |        | 2010   | 2013    |
| 3 | Naida Glavish      |        | 2013   | 2016    |
| 4 | Tuku Morgan        |        | 2016   | 2017    |
| 5 | Che Wilson         |        | 2018   | 2022    |
| 6 | John Tamihere      |        | 2022   | present |

## Líders
| Colíder femení | Colíder femení        | Colíder femení | Colíder femení      | Colíder femení | Colíder femení                       | Colíder masculí   | Colíder masculí                       | Colíder masculí      | Colíder masculí     | Colíder masculí                           | Colíder masculí                       |
|                | Nom                   | Retrat         | Mandat              | Mandat         | Escó                                 |                   | Nom                                   | Retrat               | Mandat              | Mandat                                    | Escó                                  |
| -------------- | --------------------- | -------------- | ------------------- | -------------- | ------------------------------------ | ----------------- | ------------------------------------- | -------------------- | ------------------- | ----------------------------------------- | ------------------------------------- |
| 1              | Tariana Turia         |                | 7 de juliol de 2004 | Set. de 2014   | Te Tai Hauāuru                       | 1                 | Pita Sharples                         |                      | 7 de juliol de 2004 | 13 de juliol de 2013                      | Tāmaki Makaurau(del 5 d'oct. de 2005) |
| 1              | Tariana Turia         | 2              | 7 de juliol de 2004 | Set. de 2014   | Te Tai Hauāuru                       | Te Ururoa Flavell |                                       | 13 de juliol de 2013 | Juliol de 2018      | Waiariki (fins al 23 de setembre de 2017) |                                       |
| 2              | Marama Fox            | 2              |                     | Set. 2014      | Ag. de 2018                          | Te Ururoa Flavell | Diputada (fins al 23 de sep. de 2017) | 13 de juliol de 2013 | Juliol de 2018      | Waiariki (fins al 23 de setembre de 2017) |                                       |
| Offices vacant |                       |                |                     |                |                                      |                   |                                       |                      |                     |                                           |                                       |
| 3              | Debbie Ngarewa-Packer |                | 15 d'abril de 2020  | Actual         | Diputada (des del 17 d'oct. de 2020) | 3                 | John Tamihere                         |                      | 15 d'abril de 2020  | 28 d'oct. de 2020                         | —                                     |
| 3              | Debbie Ngarewa-Packer | 4              | 15 d'abril de 2020  | Actual         | Diputada (des del 17 d'oct. de 2020) | Rawiri Waititi    |                                       | 28 d'oct. de 2020    | Actual              | Waiariki                                  |                                       |

## Resultats electorals

### Cambra de Representants
| Any  | Candidats (electorat/llista) | Vots (partit) | %     | Escons maoris | Escons Totals | +/- | Govern            |
| ---- | ---------------------------- | ------------- | ----- | ------------- | ------------- | --- | ----------------- |
| 2005 | 42 / 51                      | 48,263        | 2.12% | 4 / 7         | 4 / 121       | Nou | Oposició          |
| 2008 | 7 / 19                       | 55,980        | 2.39% | 5 / 7         | 5 / 122       | 1   | Suport extern     |
| 2011 | 11 / 17                      | 31,982        | 1.43% | 3 / 7         | 3 / 121       | 2   | Suport extern     |
| 2014 | 24 / 24                      | 31,850        | 1.32% | 1 / 7         | 2 / 121       | 1   | Suport extern     |
| 2017 | 17 / 17                      | 30,580        | 1.18% | 0 / 7         | 0 / 120       | 2   | Extraparlamentari |
| 2020 | 7 / 21                       | 33,632        | 1.17% | 1 / 7         | 2 / 120       | 2   | Oposició          |
| 2023 | 16 / 15                      | 58,949        | 2.61% | 6 / 7         | 6 / 123       | 4   | Oposició          |